# گراتم
گراتم (به هلندی: Grathem) یک منطقهٔ مسکونی در هلند است که در لئودال واقع شده‌است. گراتم ۱٬۷۷۰ نفر جمعیت دارد.